# Adrian Grenier
Adrian Grenier (New Mexico, V.S., 10 juli 1976) is een Amerikaanse acteur, muzikant en regisseur. Hij speelde van 2004 tot 2011 een van de hoofdrollen in de televisieserie Entourage als het personage Vincent Chase, een jonge, opkomende filmacteur.

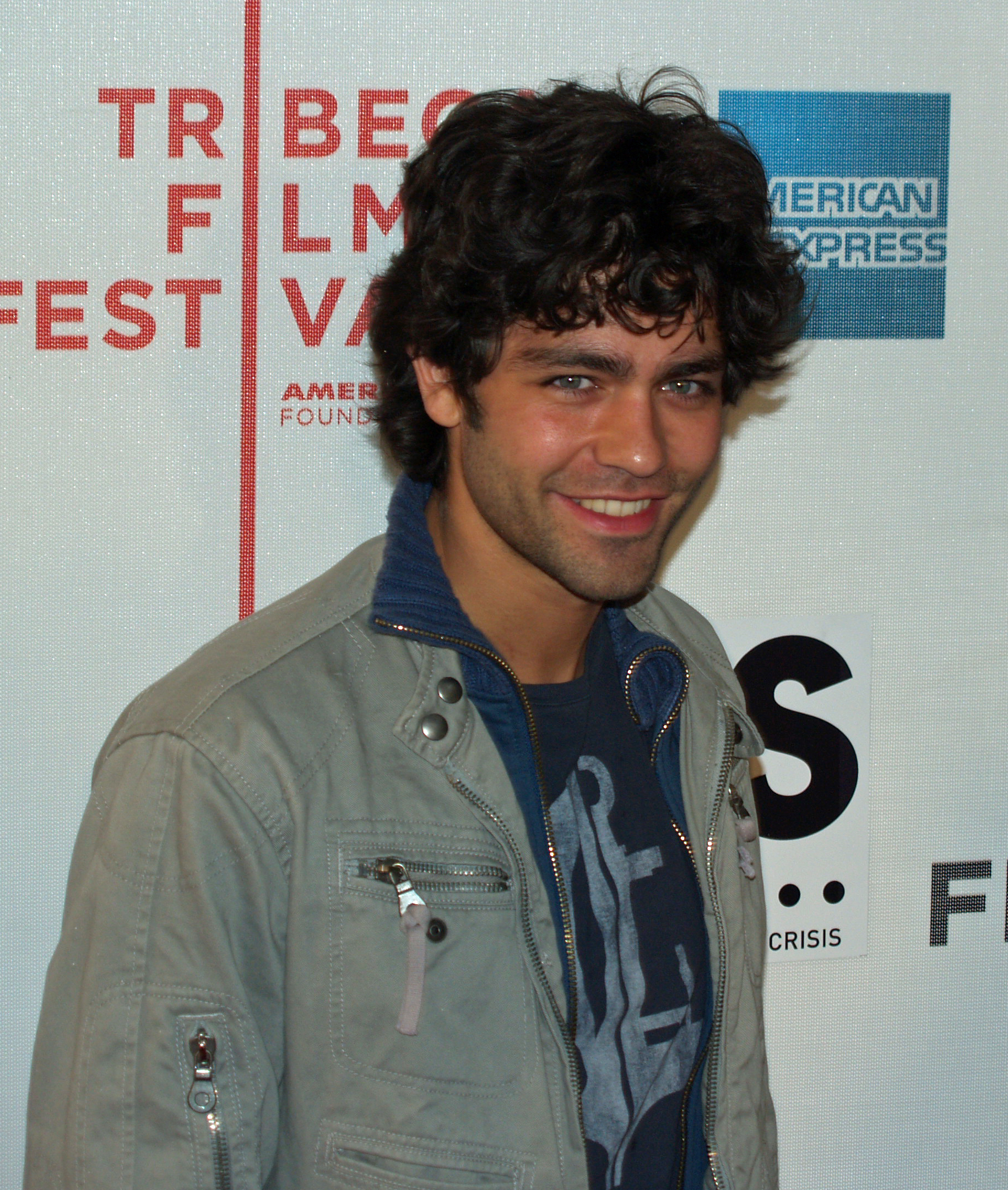
Adrian Grenier in 2007

## Jeugd
Grenier is opgegroeid in Brooklyn en werd opgevoed door zijn moeder. Hij is van Native-Amerikaanse, Jordaanse en Ierse afkomst.

## Carrière
In 1999 speelde Grenier naast Sabrina, The Teenage Witch-actrice Melissa Joan Hart in de romantische komedie Drive Me Crazy. Hij speelde ook in het muziekvideo Crazy van Britney Spears. In 2004 kreeg hij de rol van Vincent Chase in Entourage, een televisieserie die geproduceerd wordt door onder andere Mark Wahlberg.

## Privéleven
In 2005 was Grenier samen met Sports Illustrated-model Melissa Keller. Ze hadden een knipperlichtrelatie, maar zijn na twee jaar definitief uit elkaar gegaan. In 2007 beleefde hij een korte romance met hotelerfgename Paris Hilton. In het begin ontkenden ze het allebei, maar foto’s bewezen het tegendeel. In 2008 had hij een relatie met de Australische actrice Isabel Lucas, die onder andere de rol van Tasha Andrews speelde in de Australische televisieserie Home and Away. Ze gingen uit elkaar in augustus 2008, nadat Isabel Lucas een auto-ongeluk kreeg met Transformers acteur Shia LaBeouf.
Grenier is de leadzanger van de band Kid Friendly en drummer van de band The Honey Brothers.

## Filmografie

### Films
- Hurricane (1997)
- Fishes Outta Water (1998)
- Celebrity (1998)
- The Adventures of Sebastian Cole (1998)
- Arresting Gena (1998)
- Drive Me Crazy (1999)
- Cecil B. DeMented (2000)
- Harvard Man (2001)
- Artificial Intelligence: AI (2001)
- Freshening Up (2002)
- Hart's War (2002)
- Love in the Time of Money (2002)
- Shot in the Dark (2002)
- Anything Else (2003)
- Bringing Rain (2003)
- Tony 'n' Tina's Wedding (2004)
- Britney Spears: Greatest Hits - My Prerogative (2004)
- Across the Hall (2005)
- A Perfect Fit (2005)
- ESPY Awards (2005)
- The Devil Wears Prada (2006)
- Comic Relief 2006 (2006)
- Euthanasia (2006)
- Off Hour (2007)
- Reinventando Hollywood (2008)
- Adventures of Power (2008)
- Stars of the 2008 Vail Film Festival (2008)
- Courting Condi (2008)
- Entourage Uncovered (2008)
- Festival Updates (2008)
- Fashion News Live (2009)
- Waiting for the Light to Change (2009)
- Compromise (2010)
- Teenage Paparazzo (2010)
- Don't Quit Your Daydream (2010)
- The Victoria's Secret Fashion Show (2010)
- Revenge of the Electric Car (2011)
- Hollywood Sunset: A Tribute to Entourage (2011)
- True Bromance (2011)
- Water Pressures (2011)
- Young Farmers (2011)
- How to Make Money Selling Drugs (2012)
- Unity (2013)
- Teenage Mutant Ninja Turtle Trailer: Entourage Parody (2013)
- Goodbye World (2013)
- Entourage (2015)
- Sex, Death and Bowling (2015)
- Arsenal (2017)
- Love at First Glance (2017)
- Affairs of State (2018)

### Televisie
- Entourage (2004-2011, 96 afleveringen)
- Alter Eco (2008, negen afleveringen)
- 90210 (2010, een aflevering)
- Vietnam in HD (2011, stemacteur, zes afleveringen)
- Wahlburgers (2015, een aflevering)
- Miles from Tomorrowland (2015-2017, 12 afleveringen)
- Love at First Glance (2017, televisiefilm)
- Christmas at Graceland: Home for the Holidays (2019, televisiefilm)